# William Law
William Law (1686 - 9 de abril de 1761) fue un predicador inglés, nacido en Kings Cliffe, Northamptonshire.
Fue ordenado en 1711. Residió en Cambridge, donde enseñó. El ascenso al trono de Jorge I le impidió seguir, dado que no prestó el juramento de adhesión al nuevo gobierno y abjuración de los Estuardo. 
Durante los años siguientes parece que vivió en Londres. En 1727 era tutor de Edward, hijo de Edward Gibbon (1666-1736) en Putney, a quien acompañó como ayo a Cambridge, donde estuvo durante cuatro años. Cuando su pupilo marchó al extranjero, Law continuó en la casa de Gibbon, en Putney, actuando como consejero espiritual no sólo de la familia, sino de toda una serie de amigos que iban por allí, entre los que estaban los dos hermanos John y Charles Wesley, John Byrom el poeta, George Cheyne el médico y Archibald Hutcheson, miembro del Parlamento.
En 1740 Law se retiró a Kings Cliffe, que había heredado de su padre, donde vivió con dos damas: la Sra. Hutcheson, la rica viuda de su viejo amigo, quien la recomendó en su lecho de muerte que se dejara guiar por Law espiritualmente, y la Srta. Hester Gibbon, hermana de su último alumno. Los tres vivieron durante 21 años una vida de recogimiento, devoción, estudio y caridad, hasta que Law murió el 9 de abril de 1761.
De sus obras como escritor, es conocido sobre todo por A Serious Call to a Devout and Holy Life (1729). En España se ha publicado El espíritu de oración (1998).

## Veneración
Law es honrado el 10 de abril con su día festivo en el Calendario de santos (Iglesia de Inglaterra), de Calendario de santos (Iglesia Episcopal de EE. UU.) y otras confesiones anglicanas.

## Obra
- A Serious Call to a Devout and Holy Life (1729)

- A Demonstration of the Gross and Fundamental Errors of a late Book called a Plain Account, etc., of the Lord's Supper (1737)

- The Grounds and Reasons of the Christian Regeneration (1731)

- Appeal to all that Doubt and Disbelieve the Truths of Revelation (1740) (enlace roto disponible en Internet Archive; véase el historial, la primera versión y la última).

- An Earnest and Serious Answer to Dr Trapp's Sermon on being Righteous Overmuch (1740)

- The Spirit of Prayer (1749, 1752)

- The Way to Divine Knowledge (1752)

- The Spirit of Love (1752, 1754)

- A Short but Sufficient Confutation of Dr Warburton's Projected Defence (as he calls it) of Christianity in his Divine Legation of Moses (1757). Reply to The Divine Legation of Moses.

- A Series of Letters (1760)

- A Dialogue between a Methodist and a Churchman (1760)

- An Humble, Earnest and Affectionate Address to the Clergy  (1761) renamed

"The Power of the Spirit" by Andrew Murray in his 1896 reprint.
- You Will Receive Power

- The Way to Christ by Jakob Boehme, translated by William Law